# Advanced Maryland Automatic Network Disk Archiver
Advanced Maryland Automatic Network Disk Archiver, més conegut com a Amanda, és una eina de backups open source creada originalment per James da Silva durant el 1992 pel departament d'informàtica de la Universitat de Maryland.
Permet als administradors configurar un servidor de Còpia de seguretat que s'encarrega de fer còpies de seguretat de diferents ordinadors, a unitats de cinta, discs o al núvol.

## Arquitectura

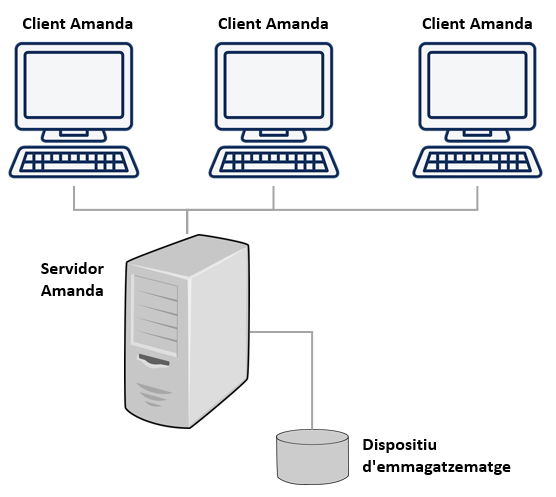
Il·lustració de l'arquitectura d'Amanda.

Compta amb una arquitectura client-servidor.
Permet realitzar còpies de sistemes físicament allunyats però connectats a la mateixa xarxa. Genera un entorn fàcilment escalable.

## Característiques
Té les característiques següents:
- Utilitza eines natives dels sistemes operatius com tar o dump.
- Pot executar còpies de seguretat d'un gran nombre de dispositius
- Si el sistema operatiu suporta el dispositiu, Amanda també.
- Backups de sistemes Windows mitjançant Samba.
- Encriptació i compressió de dades.